# Liste der Monuments historiques in Avosnes
Die Liste der Monuments historiques in Avosnes führt die Monuments historiques in der französischen Gemeinde Avosnes auf.

## Liste der Immobilien
| Bezeichnung       | Beschreibung                                              | Standort                          | Kennzeichnung | Schutzstatus | Datum | Bild           |
| ----------------- | --------------------------------------------------------- | --------------------------------- | ------------- | ------------ | ----- | -------------- |
| Kapelle           | aus dem 15. und 16. Jahrhundert; zugehörig Friedhofskreuz | Barain, rue de la Chapelle (Lage) | PA00112090    | Classé       | 2000  | weitere Bilder |
| Château d’Avosnes | Schloss, 16. Jahrhundert                                  | 1 Rue du château (Lage)           | PA00112091    | Inscrit      | 1971  | weitere Bilder |

## Liste der Objekte
| Bezeichnung                          | Beschreibung                                      | Standort                       | Kennzeichnung | Schutzstatus | Datum | Bild |
| ------------------------------------ | ------------------------------------------------- | ------------------------------ | ------------- | ------------ | ----- | ---- |
| Weihwasserbecken                     | Gusseisen, 15. Jahrhundert                        | in der Kirche Ste-Croix (Lage) | PM21000151    | Classé       | 1931  |      |
| Glocke                               | Bronze, 1788 gegossen                             | in der Kirche Ste-Croix (Lage) | PM21000152    | Classé       | 1943  |      |
| Pietà                                | Stein, farbig gefasst, 16. Jahrhundert            | in der Kirche Ste-Croix (Lage) | PM21000153    | Classé       | 1967  |      |
| Skulptur Heiliger Antonius der Große | Stein, farbig gefasst, 16. Jahrhundert            | in der Kirche Ste-Croix (Lage) | PM21000154    | Classé       | 1967  |      |
| Skulptur Madonna mit Kind            | Stein, 15. Jahrhundert                            | Barain, in der Kapelle (Lage)  | PM21000155    | Classé       | 1959  |      |
| Taufbecken und -retabel              | Stuck, bemalt, 1756                               | Barain, in der Kapelle (Lage)  | PM21000156    | Classé       | 1972  |      |
| Zwei Retabel                         | an den Seitenaltären; Marmor, Stuck, bemalt, 1756 | Barain, in der Kapelle (Lage)  | PM21000157    | Classé       | 1972  |      |
| Retabel Auferstehung Christi         | am Hauptaltar; Marmor, Stuck, bemalt, 1756        | Barain, in der Kapelle (Lage)  | PM21000158    | Classé       | 1972  |      |
| Denkmal für Marie de Bretagne        | Holz und Stuck, bemalt, 1756                      | Barain, in der Kapelle (Lage)  | PM21000159    | Classé       | 1972  |      |
| Prozessionskreuz                     | Kupfer, versilbert, 18. Jahrhundert               | Barain, in der Kapelle (Lage)  | PM21003462    | Inscrit      | 1973  |      |
| Kommuniontisch                       | Schmiedeeisen, 18. Jahrhundert                    | in der Kirche Ste-Croix (Lage) | PM21003459    | Inscrit      | 1973  |      |
| Kruzifix                             | Kupfer, versilbert, 17. Jahrhundert               | in der Kirche Ste-Croix (Lage) | PM21003460    | Inscrit      | 1973  |      |
| Monstranz                            | Metall, versilbert, um 1800                       | in der Kirche Ste-Croix (Lage) | PM21003461    | Inscrit      | 1973  |      |